# سرچینو بالا
سرچینو بالا، روستایی از توابع بخش مرکزی شهرستان شهربابک در استان کرمان است.

## جمعیت
این روستا در دهستان مدوارات قرار دارد و براساس سرشماری مرکز آمار ایران در سال ۱۳۹۵، دارای سکنه کمتر از ۳ خانوار بوده‌است.